# Lethe consanguis
Lethe consanguis är en fjärilsart som beskrevs av Butler 1881. Lethe consanguis ingår i släktet Lethe och familjen praktfjärilar. Inga underarter finns listade i Catalogue of Life.